# Out of Season (album)
Pour les articles homonymes, voir Out of Season.
Out Of Season est un album de Beth Gibbons et de l'ancien bassiste du groupe Talk Talk, Paul Webb (sous le pseudonyme Rustin Man).  Il est sorti en 2002 au Royaume-Uni et 2003 aux États-Unis.
Le premier titre de l'album, « Mysteries », fait partie de la bande originale des films Les Poupées russes et Max et les Maximonstres.

## Titres
Toutes les chansons sont écrites par Beth Gibbons et Paul Webb, sauf Candy Says.
| No  | Titre                                                   | Durée |
| --- | ------------------------------------------------------- | ----- |
| 1.  | Mysteries                                               | 4:39  |
| 2.  | Tom the Model                                           | 3:41  |
| 3.  | Show (Gibbons)                                          | 4:26  |
| 4.  | Romance                                                 | 5:09  |
| 5.  | Sand River (Webb)                                       | 3:48  |
| 6.  | Spider Monkey                                           | 4:10  |
| 7.  | Resolve                                                 | 2:51  |
| 8.  | Drake                                                   | 3:54  |
| 9.  | Funny Time of Year                                      | 6:48  |
| 10. | Rustin' Man                                             | 4:20  |
| 11. | Candy Says (Lou Reed) (bonus track on American release) | 5:20  |